# Paul Hempe
Paul Berthold Max Hempe (* 24. Mai 1886 in Eisenach; † 27. April 1973 ebenda)
war ein deutscher Maler, Zeichner und Karikaturist.

## Leben
Paul Hempe wurde 1886 in Eisenach als Sohn des Dekorationsmalers Louis Hempe geboren. Er besuchte die Zeichenschule seiner Heimatstadt und schloss 1901 eine Ausbildung zum Dekorationsmaler ab. In den folgenden Jahren arbeitete er im erlernten Beruf u. a. in Frankfurt am Main, Wiesbaden, Leipzig, Bielefeld und Bochum. Im Jahr 1909 gründete er die Malerfirma Hempe und Hild, die allerdings nur kurz bis zu seinem Kriegsdienst im Ersten Weltkrieg bestand. Nach dem Kriegsdienst war Hempe als Dekorationsmaler zunächst bei einem Eisenacher Unternehmen angestellt und zu dieser Zeit ständig auf der Wartburg beschäftigt. Ab 1936 war er freischaffender Künstler.
Bereits ab 1927 erschienen in der Eisenacher Tagespost regelmäßig satirische Zeichnungen von ihm, versehen mit Glossen auf aktuelle regionale und überregionale Ereignisse. Ab 1930 zeichnete Hempe für die künstlerische Organisation des Sommergewinns verantwortlich und gilt als geistiger Vater der Sommergewinnsoriginale Henner und Frieder.
Nach dem Zweiten Weltkrieg arbeitete Paul Hempe in Eisenach als Karikaturist und Illustrator, u. a. für verschiedene Publikationen des Kulturbunds Eisenach.

## Werke
Hempe malte überwiegend Aquarelle, Kohle- und Bleistiftzeichnungen sowie Ölgemälde der heimischen Landschaft und von historischen Gebäuden. Daneben zeichnete er Porträts bekannter Persönlichkeiten, so z. B. von Wilhelm Liebknecht und August Bebel. Noch heute zieren zahlreiche seiner Malereien das Innere der Wartburg. Bis zum Zweiten Weltkrieg waren auch im  Lutherhaus Eisenach mehrere Malereien Hempes zu sehen. Im November 1944 detonierte eine amerikanische Luftmine in der Nähe des Lutherhauses, wodurch dieses teilweise zerstört wurde. Dabei wurden auch die Malereien Hempes beschädigt. Seit dem Wiederaufbau sind sie nicht mehr zu sehen.
Als Förderer des Sommergewinns entwarf er zahlreiche Festwagen für den traditionellen Sommergewinnsumzug.